# Islands of Wakfu
 (mai 2017).
Si vous disposez d'ouvrages ou d'articles de référence ou si vous connaissez des sites web de qualité traitant du thème abordé ici, merci de compléter l'article en donnant les références utiles à sa vérifiabilité et en les liant à la section « Notes et références ».
Islands of Wakfu (littéralement Les Îles de Wakfu) est un jeu vidéo développé par le studio français Ankama Play. Sorti le 30 mars 2011, le jeu est disponible uniquement sur Xbox Live Arcade.
C'est le tout premier jeu que la société Ankama fait sur une plateforme autre que sur PC.

## Trame

### Synopsis
L'histoire se passe 10 000 ans avant l'arrivée des douze dieux sur le Monde des Douze. Nora, une jeune éliatrope de la colonie de Vili et son frère dragon, Éfrim, partent pour leur initiation. Or, alors que la prêtresse les entraine, Grougaloragran, grand Dragon protecteur de Vili, les prévient d'un grand danger imminent. À ce moment, un météore de stasis s’abat sur le monde. Dès lors, les créatures devinrent agressives et de mystérieuses fleurs de Stasis poussèrent et consommèrent le Wakfu (les énergies primordiales de ce monde).
C'est à Nora, dernière premier né, et son frère dragon Efrim, de rétablir l'harmonie, afin de sauver le monde et la déesse Éliatrope, dont le wakfu est la personnification, tout en transportant le Dofus du Roi Yugo.

### Personnages
- Nora : Jeune guerrière Eliatrope, membre du conseil des six.
- Efrim : frère dragon de Nora, membre du conseil des six.
- Yugo (et son frère Adamaï) : le roi des éliatropes, aventurier et protecteur du peuple Éliatrope
- Qilby (et sa sœur Shinonomé) : chercheur/savant/traître qui va lancer la guerre contre les mécasmes.
- Chibi (et son frère Grougaloragran) : sage, et bienveillant, ils sont au service de leur peuple (Chibi était  le Prêtre du culte de la Déesse qui nomma Yugo Roi des Éliatropes.
- Mina (et son frère Phaeris) : ils résolvaient les querelles.
- Glip (et son frère Baltazar) : ils enseignaient le savoir au peuple éliatrope dont les maîtrises du Wakfu.
- Eliacube : sorte de "cube à tout faire" confié à Nora et Efrim dans leur quête pour sauver la Déesse. Sa puissance est supérieure à toute créature existante dans le Krosmoz.

Orgonax : mécasme, chef des envahisseurs cherchant à détruire les éliatropes.

## Développement
Le projet est dévoilé en 2008.
À l'heure actuelle, le jeu n'est plus canon dans l'histoire du Krosmoz.[réf. souhaitée]
La bande-son de Islands of Wakfu est signée Guillaume Pervieux, designer sonore, compositeur et musicien chez Ankama depuis 2008. C'est lui qui a entièrement réalisé la musique et le sound design du jeu. Il a également travaillé pour d'autres projets d'Ankama, notamment sur la série télévisée Wakfu (habillage sonore) et sur Maxi-Mini, ainsi que sur différents trailers.

## Accueil
- Jeuxvideo.com : 14/20[2]
- Jeux vidéo Magazine : 14/20[3]